# Татаринова Любов Михайлівна
Любов Михайлівна Татаринова (1 червня 1952, смт Борова, нині Ізюмський район, Харківська область) — радянська та українська спортсменка (вертолітний спорт). Майстер спорту міжнародного класу (1986).

## Життєпис
Любов Михайлівна Татаринова народилась 1 червня 1952 року в селищі Борова на Харківщині в родині службовців. Закінчила 1969 року середню школу в станиці Павловська Краснодарського краю
З 1970 року тренувалась у Харківському аероклубі (перший інструктор-льотчик С. Б. Працюк). 1971 року здійснила свій перший самостійний виліт на літаку ЯК-18А.
З 1974 року літала на вертольоті МІ-1, з 1982 року — на МІ-2.
1976 року закінчила Харківський авіаційний інститут, працювала у Харківському аероклубі.
У 1977—1992 рр. була членом збірної команди України, у 1978—1991 рр. — СРСР.  
З 1977 року літала в одному в екіпажі з Л. Ф. Приходько.
1978 року переїхала до Сум, працювала техніком з охорони праці і безпеки.
У 1982—1992 рр. — льотчик-інструктор Сумського навчального авіаційного центру ДТСААФ.

## Спортивні досягнення
Результати в багатоборстві: ІІІ місце в загальному заліку на чемпіонатах УРСР (1979, 1982, 1988, 1990), абсолютна чемпіонка УРСР у загальному заліку (1980, 1991), посіла ІІ місце на чемпіонаті СРСР серед жінок (1980), учасниця IV чемпіонату світу (Польща, 1981), посіла ІІ місце на чемпіонаті УРСР у загальному заліку (1983, 1987, 1989), ІІІ місце на чемпіонаті СРСР серед жінок (1983, 1988, 1989), абсолютна чемпіонка СРСР (1986, 1990) і ІХ Спартакіади народів СРСР (1986), посіла ІІ місце на чемпіонаті України в загальному заліку (1992).
1977—1992 багаторазова чемпіонка, срібний і бронзовий призер у окремих вравах (понад 30 медалей на чемпіонатах СРСР, понад 20 медалей на чемпіонатах України).